# Gubernia astrachańska
Gubernia astrachańska (ros. Астраханская губерния) – jednostka administracyjna Imperium Rosyjskiego i RFSRR (gubernia) utworzona przez Piotra I 22 listopada 1717 ze stolicą w Astrachaniu poprzez wydzielenie z terytorium guberni kazańskiej. Zlikwidowana w 1925.
Gubernia zajmowała południowo-wschodnią część Rosji Europejskiej. Była położona pomiędzy 45° a 51° szerokości geograficznej północnej i 43° a 51° długości geograficznej wschodniej.
Powierzchnia guberni w 1886 wynosiła 208 200 km² (182 913 wiorst kwadratowych). Gubernia graniczyła: od południa z obwodem terskim i gubernią stawropolską, od zachodu z Obwodem Wojska Dońskiego, od północnego zachodu z gubernią saratowską, od północy z gubernią samarską, od południowego wschodu z Morzem Kaspijskim, od wschodu – z obwodem uralskim.

## Demografia
Ludność według spisu powszechnego 1897 liczyła 1 003 542 osób.

### Ludność w ujezdach według deklarowanego języka ojczystego 1897[1]
| Ujezd                    | Rosjanie | Kazachowie | Kałmucy | Ukraińcy | Tatarzy | Ormianie | Niemcy |
| ------------------------ | -------- | ---------- | ------- | -------- | ------- | -------- | ------ |
| Gubernia ogółem          | 40,8%    | 25,0%      | 13,8%   | 13,3%    | 5,3%    | …        | …      |
| Astrachański             | 74,7%    | 3,3%       | 1,8%    | …        | 13,9%   | 1,9%     | …      |
| Jenotajewski             | 69,4%    | 3,6%       | 8,5%    | 18,0%    | …       | …        | …      |
| Krasnojarski             | 41,2%    | 43,6%      | …       | 1,7%     | 12,6%   | …        | …      |
| Cariowski                | 54,8%    | 2,2%       | …       | 38,2%    | 2,2%    | …        | 1,5%   |
| Czernojarski             | 50,5%    | …          | 4,6%    | 40,7%    | 3,2%    | …        | …      |
| Step kałmucki            | 3,3%     | …          | 95,3%   | …        | …       | …        | …      |
| Wewnętrzna Orda Kirgiska | …        | 96,5%      | …       | …        | 2,7%    | …        | …      |